# 锡达礁 (佛罗里达州)
锡达礁（英語：Cedar Key），是美国佛罗里达州李維縣下属的一座城市。建立于1923年。面积约为5.3平方公里（约合2平方英里）。根据2010年美国人口普查，该市有人口702人。论人口在本州排行第351。